# Rocca Manfrediana
Die Rocca Manfrediana e Veneziana di Brisighella, auch Rocca Manfrediana oder Rocca dei Veneziani genannt, oder einfacher Rocca di Brisighella, ist eine spätmittelalterliche Festung auf der zweiten der drei Felsspitzen in Brisighella in der italienischen Emilia-Romagna.

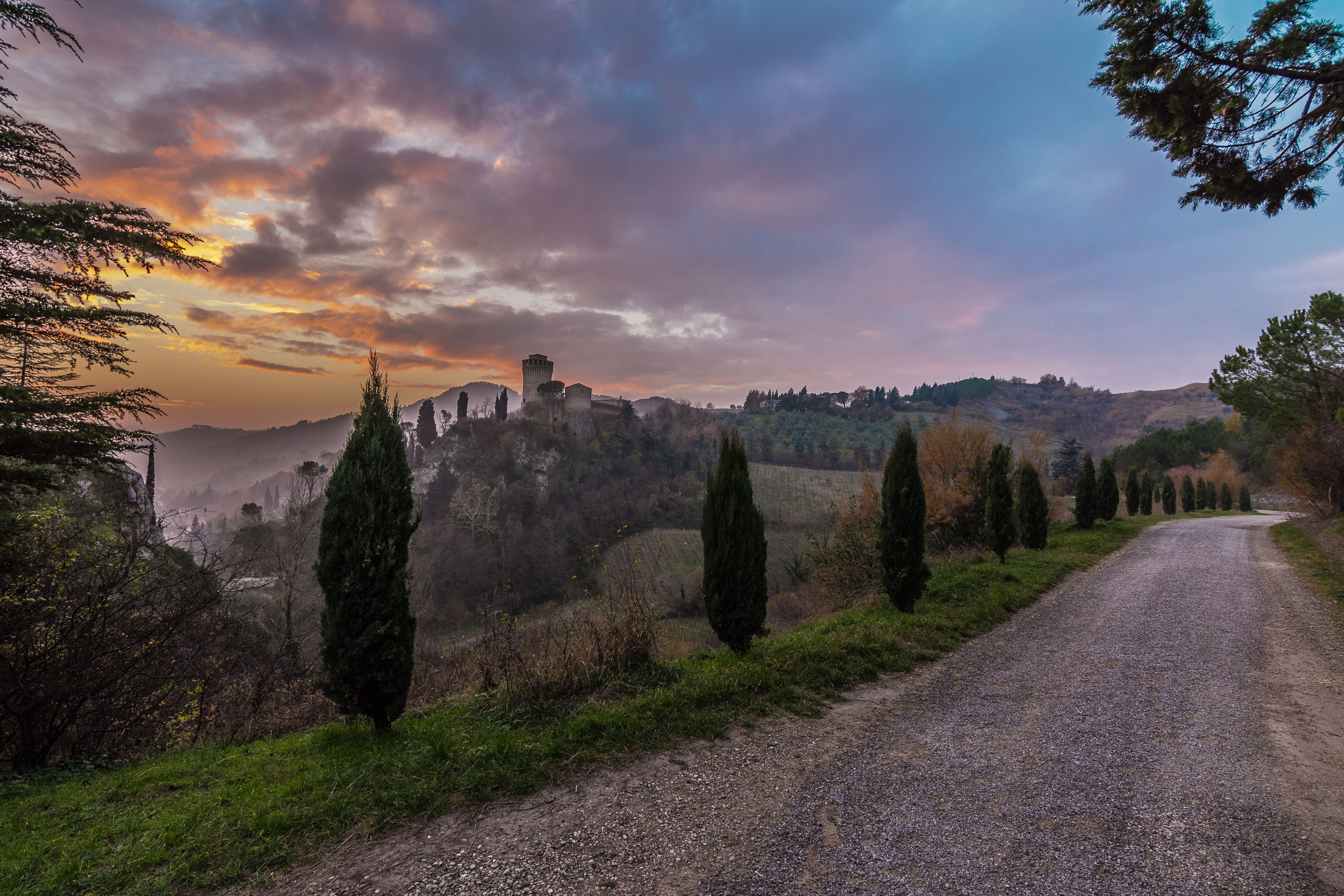
Panorama mit der Rocca Manfrediana im Hintergrund

Die Festung, die auf 1310 datiert wird, ist durch zylindrische Türme, von denen der höchste von 1503 stammt, gekennzeichnet. Dieser wurde von den Venezianern während der kurzen Zeit ihrer Herrschaft über die Romagna (1503–1509) errichtet.

## Geschichte

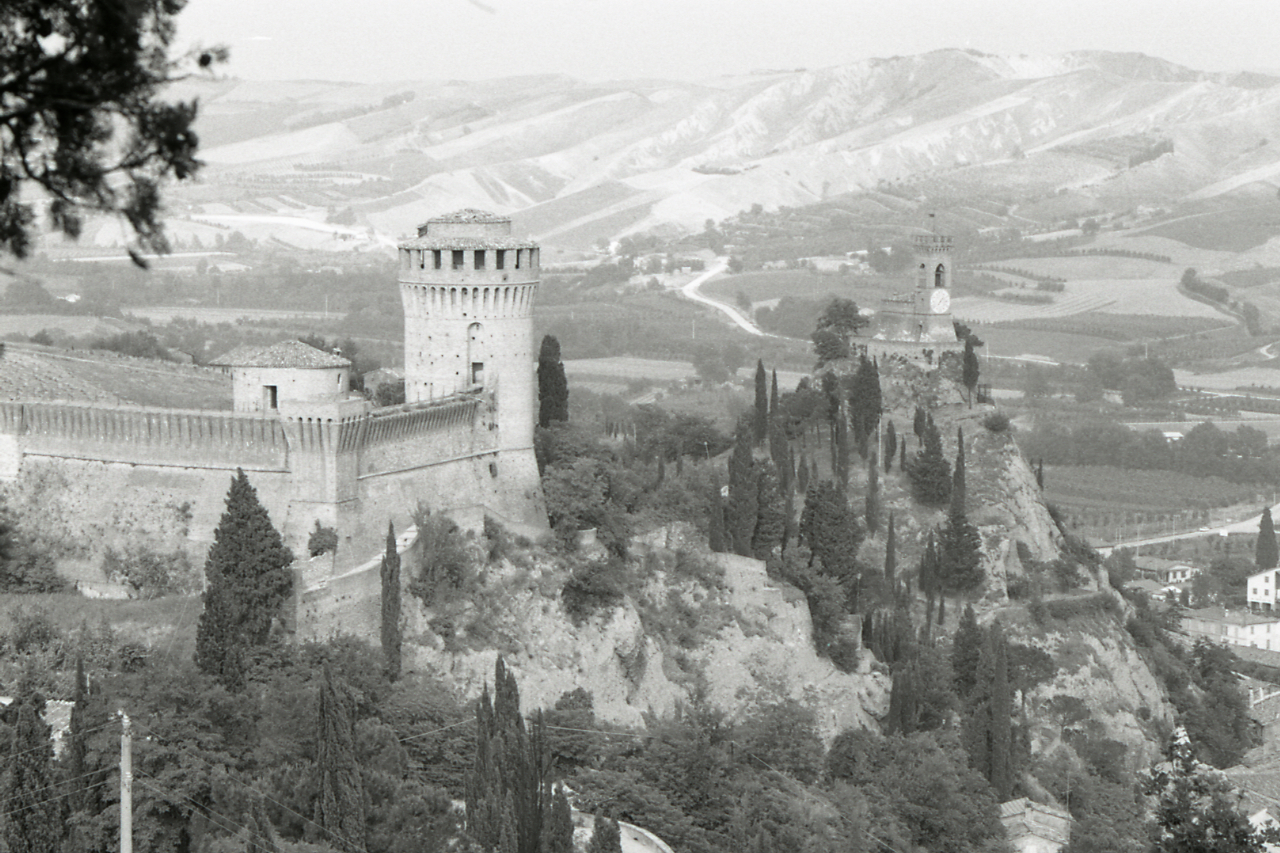
Rocca Manfrediana mit dem Uhrenturm an der Seite (Paolo Monti, 1974)

Der Bau der heutigen Festung wurde von Francesco I. Manfredi, dem Herrn von Faenza, zu Beginn des 14. Jahrhunderts begonnen. Mit Ausnahme eines kurzen Zeitraums von 1368 bis 1376 blieb sie bis zum Jahr 1500 in Besitz der Familie Manfredi, die sie ausbauen ließen, insbesondere Gian Galeazzo 1394 und Astorre II. 1457 und 1466. 1500 fiel die Festung für drei Jahre an Cesare Borgia.
Von 1503 bis 1509 gehörte sie der Republik Venedig, die den großartigen Bergfried neben dem bisherigen, kleinen Türmchen errichten ließ, ebenso wie die Mauern auf beiden Seiten.
Später gehörte das Gebiet zum Kirchenstaat und gegen Ende des 16. Jahrhunderts wurden die beiden großen Türme mit Dächern versehen. Nach einer kurzen, napoleonischen Parenthese gelangte die Festung zurück unter die Herrschaft des Papstes, bis 1860 die Romagna Teil des Königreichs Italien wurde.
Anfang des 21. Jahrhunderts wurde die Festung vollständig restauriert, wobei die Mauern verstärkt und der Komplex architektonisch aufgewertet wurde, auch mit einer speziellen Beleuchtung. Im Inneren des Gebäudes wurde ein Museumsrundgang eingerichtet, der die Beziehung der Menschen mit dem Gips, dem Material, aus dem die Felsspitze besteht, auf der die Festung steht, und das immer schon die Wirtschaft der Siedlung beherrscht hatte, erzählt.

## Kultureller Einfluss
Im Inneren der Rocca Manfrediana findet das dramatische Finale des historischen Romans The Gadfly der irischen Schriftstellerin Ethel Lilian Voynich (Englische Ausgabe: 1897) statt, der in Italien in der Zeit des Risorgimento zwischen dem Großherzogtum Toskana und der Romagna in der Hand des Kirchenstaates spielt und in der kommunistischen Welt in der Zeit des Kalten Krieges sehr großen Erfolg hatte.
Seit 1980 findet jedes Jahr Anfang Juni in der Festung die Festa Medievale (dt.: Mittelalterfest), eine historische Aufführung, statt, die die Gemeinde Brisighella organisiert, eine der populärsten Sommerveranstaltungen.
Bei dieser Veranstaltung belebt das ganze Dorf den Charme seiner mittelalterlichen Vergangenheit wieder, in dem es in der Straßen seiner Siedlungen Szenen des täglichen Lebens eine der finstersten und mysteriösesten Perioden der italienischen Geschichte darstellt: Die Darstellung alter Handwerke zwischen Scharen von Bauern, Musikern, Narren und Geschichtenerzählern, alle in traditionellen Gewändern, bis zur Dämmerung mit kriegerischen Scharmützeln, wenn zu Trommelklängen Heerscharen von Rittern in überwältigenden Duellen gegeneinander antreten. Zum Schluss findet ein Feuerwerkspektakel statt.
Für zwei aufeinander folgende Tage finden auf der Festung Darstellungen von Waffengängen, mittelalterlichen Heerlagern und Vorführungen statt. Die Veranstaltung wird von der Koordinierung der historischen Nachstellung „I Difensori della Rocca“, der „Osteria Medievale“, der „Associazione Artificio“ und der „Associazione Feste Medievali“ organisiert.